# Marie Marvingt
Marie Marvingt, född 20 februari 1875, död 14 december 1963, var en fransk bergsklättrare, pilot och journalist. 
Hon vann ett antal priser för sina idrottsliga framgångar inom simning, cykling, bergsklättring, vintersporter, flygning, ridning, gymnastik, skytte och fäktning. Hon var den första franska kvinna att bestiga flera av Alptopparna. Hon var en rekordvinnande pilot, och tjänstgjorde som den första kvinnliga stridspiloten under första världskriget. 